# Gobernador Mayer
Pour les articles homonymes, voir Mayer.
Gobernador Mayer est une localité rurale argentine située dans le département de Güer Aike, dans la province de Santa Cruz. Elle est située sur la route provinciale 5, sur les rives de la branche nord du río Coig (ou Coyle).
Elle dispose d'un tribunal de paix, dont le district judiciaire couvre une grande partie du nord-ouest du département de Güer Aike.

## Toponymie
Le nom de la localité a été donné en l'honneur de Germán Edelmiro Mayer, un militaire argentin qui a combattu dans les guerres civiles argentines ainsi que dans d'autres conflits (la guerre de Sécession et l'intervention française au Mexique). Il a été le troisième gouverneur du territoire national de Santa Cruz dans les années 1890 et est mort en 1897 à Río Gallegos.